# Aleochara sulcicollis
Aleochara sulcicollis är en skalbaggsart som beskrevs av Mannerheim 1843. Aleochara sulcicollis ingår i släktet Aleochara och familjen kortvingar. Inga underarter finns listade i Catalogue of Life.